# Ralph Sampson
Ralph Lee Sampson (Harrisonburg, Virginia, 7 de julio de 1960) es un exjugador de baloncesto estadounidense que disputó 9 temporadas en la NBA. Mide 2,24 metros y jugaba en la posición de pívot. Jugó en la Universidad de Virginia y fue uno de los únicos jugadores en la historia que han recibido los premios Naismith College Player of the Year y ACC Men's Basketball Player of the Year en tres ocasiones (junto con Bill Walton de UCLA y Cheryl Miller de USC). Es el único jugador que ha ganado dos veces el John R. Wooden Award. Profesionalmente, fue elegido en la primera posición del Draft de 1983 por Houston Rockets, equipo en el que sería Rookie del Año y tres veces All-Star. Sampson y su compañero Hakeem Olajuwon eran conocidos como "Las Torres Gemelas".

## Trayectoria

### Universidad

#### Estadísticas
| Año     | Equipo   | PJ | PT | MPP  | %TC  | %3P | %TL  | RPP  | APP | ROB | TPP | PPP  |
| ------- | -------- | -- | -- | ---- | ---- | --- | ---- | ---- | --- | --- | --- | ---- |
| 1979–80 | Virginia | 34 | —  | 29.9 | .547 | —   | .702 | 11.2 | 1.1 | .8  | 4.6 | 14.9 |
| 1980–81 | Virginia | 33 | 31 | 32.0 | .557 | —   | .631 | 11.5 | 1.5 | .8  | 3.1 | 17.7 |
| 1981–82 | Virginia | 32 | 31 | 31.3 | .561 | —   | .615 | 11.4 | 1.2 | .6  | 3.1 | 15.8 |
| 1982–83 | Virginia | 33 | 33 | 30.2 | .604 | —   | .704 | 11.7 | 1.0 | .6  | 3.1 | 19.0 |

### Profesional

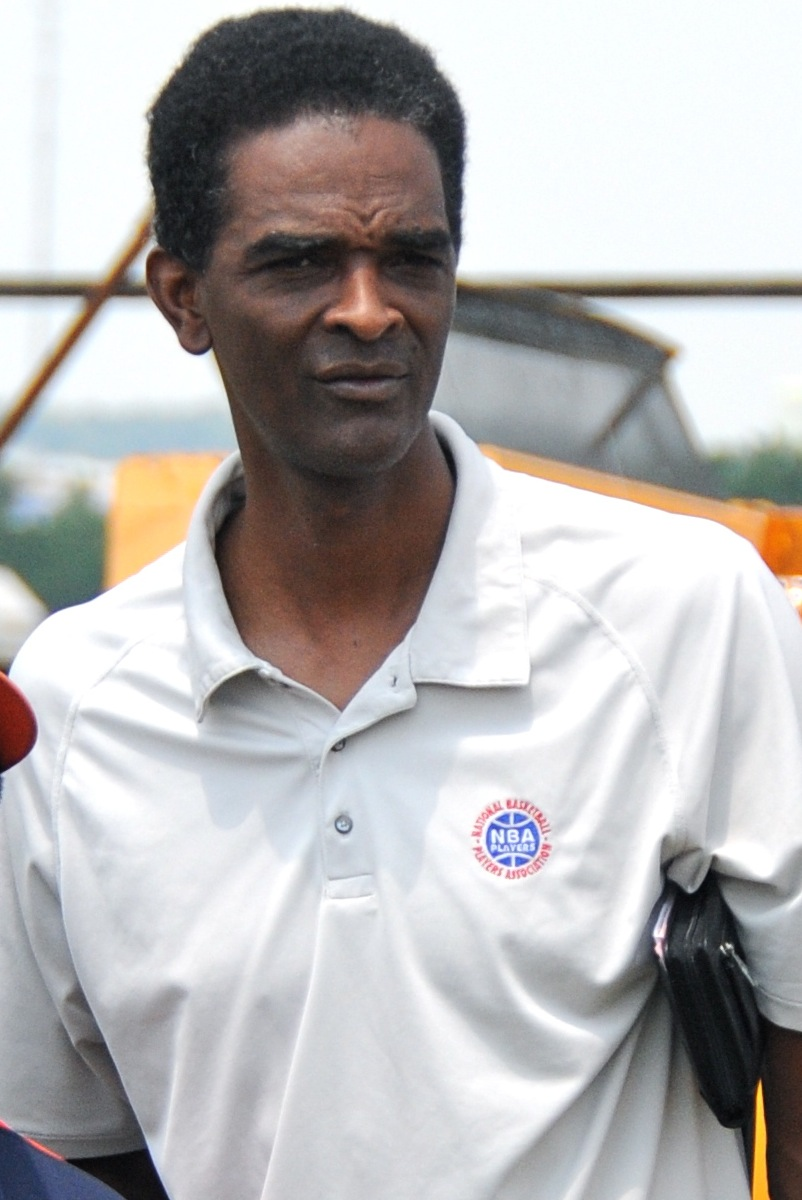
Ralph Sampson en 2010.

En la temporada 1985-86, junto con Hakeem Olajuwon, Sampson guio a los Rockets a las Finales de la NBA, eliminando en las finales de conferencia a Los Angeles Lakers. En el quinto encuentro de esa eliminatoria, Sampson dio la victoria a su equipo con una mítica canasta sobre la bocina. En aquellos años junto a Olajuwon, este jugaba de pívot y Sampson lo hacía de ala-pívot a pesar de ser 11 cm. más alto que él. Sampson siempre manifestó que se encontraba más a gusto jugando de alero que de pívot, lo cual le convirtió en el jugador más alto de la historia de la NBA que no ocupó la posición de 5 en algún momento de su carrera.
A partir de ahí, su carrera comenzó a deteriorarse, debido a sus problemas de rodilla. 
Durante su quinto año en Houston, el 12 de diciembre de 1987, fue traspasado junto con Steve Harris a Golden State Warriors, a cambio de Joe Barry Carroll y Sleepy Floyd, donde las lesiones le limitarían en demasía. 
Tras temporada y media con los Warriors, el 27 de septiembre de 1989, fue traspasado a Sacramento Kings, a cambio de Jim Petersen, para jugar las temporadas 1989-90 y 1990-91, promediando 4,2 y 3 puntos respectivamente. Fue cortado el 25 de octubre de 1991.
Finalizó su carrera en la NBA con Washington Bullets disputando 10 encuentros en la 1991-92 y promediando 2 puntos por encuentro antes de ser cortado el 6 de enero de 1992. En total disputó 456 encuentros en 10 años, un poco más de la mitad de los 820 que corresponden a ese número de temporadas.
Antes de retirarse, jugó ocho partidos en el Unicaja Málaga de la Liga ACB en 1992.
Luego también jugaría una temporada, la 1994-95, con los Rockford Lightning de la Continental Basketball Association.
El 2 de abril de 2012, se anunció que Sampson pasaría a formar parte del Naismith Memorial Basketball Hall of Fame, entre los elegidos en este año. Su elección se hizo oficial el 7 de septiembre.

## Estadísticas de su carrera en la NBA

### Temporada regular
| Año      | Equipo       | PJ  | PT  | MPP  | %TC  | %3P  | %TL  | RPP  | APP | ROB | TPP | PPP  |
| -------- | ------------ | --- | --- | ---- | ---- | ---- | ---- | ---- | --- | --- | --- | ---- |
| 1983-84  | Houston      | 82  | 82  | 32.8 | .523 | .250 | .661 | 11.1 | 2.0 | .9  | 2.4 | 21.0 |
| 1984-85  | Houston      | 82  | 82  | 37.6 | .502 | .000 | .676 | 10.4 | 2.7 | 1.0 | 2.0 | 22.1 |
| 1985-86  | Houston      | 79  | 76  | 36.3 | .488 | .133 | .641 | 11.1 | 3.6 | 1.3 | 1.6 | 18.9 |
| 1986-87  | Houston      | 43  | 32  | 30.8 | .489 | .000 | .624 | 8.7  | 2.8 | .9  | 1.3 | 15.6 |
| 1987-88  | Houston      | 19  | 19  | 37.1 | .439 | .333 | .741 | 9.1  | 1.9 | .9  | 1.7 | 15.9 |
| 1987-88  | Golden State | 29  | 25  | 33.0 | .438 | .000 | .775 | 10.0 | 2.9 | .8  | 1.9 | 15.4 |
| 1988-89  | Golden State | 61  | 36  | 17.8 | .449 | .375 | .653 | 5.0  | 1.3 | .5  | 1.1 | 6.4  |
| 1989-90  | Sacramento   | 26  | 7   | 16.0 | .372 | .250 | .522 | 3.2  | 1.1 | .5  | .8  | 4.2  |
| 1990-91  | Sacramento   | 25  | 4   | 13.9 | .366 | .200 | .263 | 4.4  | .7  | .4  | .7  | 3.0  |
| 1991-92  | Washington   | 10  | 0   | 10.8 | .310 | .000 | .667 | 3.0  | .4  | .3  | .8  | 2.2  |
| Total    | Total        | 456 | 363 | 29.8 | .486 | .172 | .661 | 8.8  | 2.3 | .9  | 1.6 | 15.4 |
| All-Star | All-Star     | 3   | 2   | 22.0 | .636 | –    | .700 | 6.3  | .7  | .0  | .3  | 16.3 |

### Playoffs
| Año   | Equipo       | PJ | PT | MPP  | %TC  | %3P   | %TL  | RPP  | APP | ROB | TPP | PPP  |
| ----- | ------------ | -- | -- | ---- | ---- | ----- | ---- | ---- | --- | --- | --- | ---- |
| 1985  | Houston      | 5  | 5  | 38.6 | .430 | 1.000 | .514 | 16.6 | 1.4 | .4  | 1.6 | 21.2 |
| 1986  | Houston      | 20 | 20 | 37.1 | .518 | 1.000 | .729 | 10.8 | 4.0 | 1.5 | 1.8 | 20.0 |
| 1987  | Houston      | 10 | 10 | 33.0 | .514 | .500  | .814 | 8.8  | 2.1 | .2  | 1.2 | 18.6 |
| 1989  | Golden State | 3  | 1  | 14.3 | .409 | .000  | .500 | 4.7  | .3  | .3  | .7  | 6.7  |
| Total | Total        | 38 | 36 | 34.4 | .497 | .375  | .703 | 10.5 | 2.9 | .9  | 1.5 | 18.7 |